# Kerstin Lundberg
Amalia Kerstin Augusta Lundberg, född 20 april 1872 i Uddevalla församling, Göteborgs och Bohus län, död 12 september 1938 i Oscars församling, Stockholm
, var en svensk målare.
Hon var dotter till kaptenen Salomon Filmer Sundelius och Augusta Wilhelmina Nilsson samt från 1900 gift med direktören Johan Fredrik Lundberg. Hon började studera konst privat för Knut Ekwall omkring 1900 samtidigt satt hon på bland annat Nationalmuseum och kopieringsmålade tavlor efter Roslin och Rembrandt. Hon fortsatte därefter sina konststudier i utlandet och när hon återkom till Sverige fortsatte hon sina studier med miniatyrmåleri för Fanny Hjelm 1913–1914. Hon var till sin personlighet ytterst blygsam och tillbakadragen och ville inte gärna deltaga i konstutställningar dock arrangerade hon några mindre separatutställningar i Kristianstad, Helsingborg och Lund. Hennes konst består till största del av porträtt och miniatyrmålningar. Kerstin Lundberg är begravd på Södertälje kyrkogård.